# Martyn Bernard

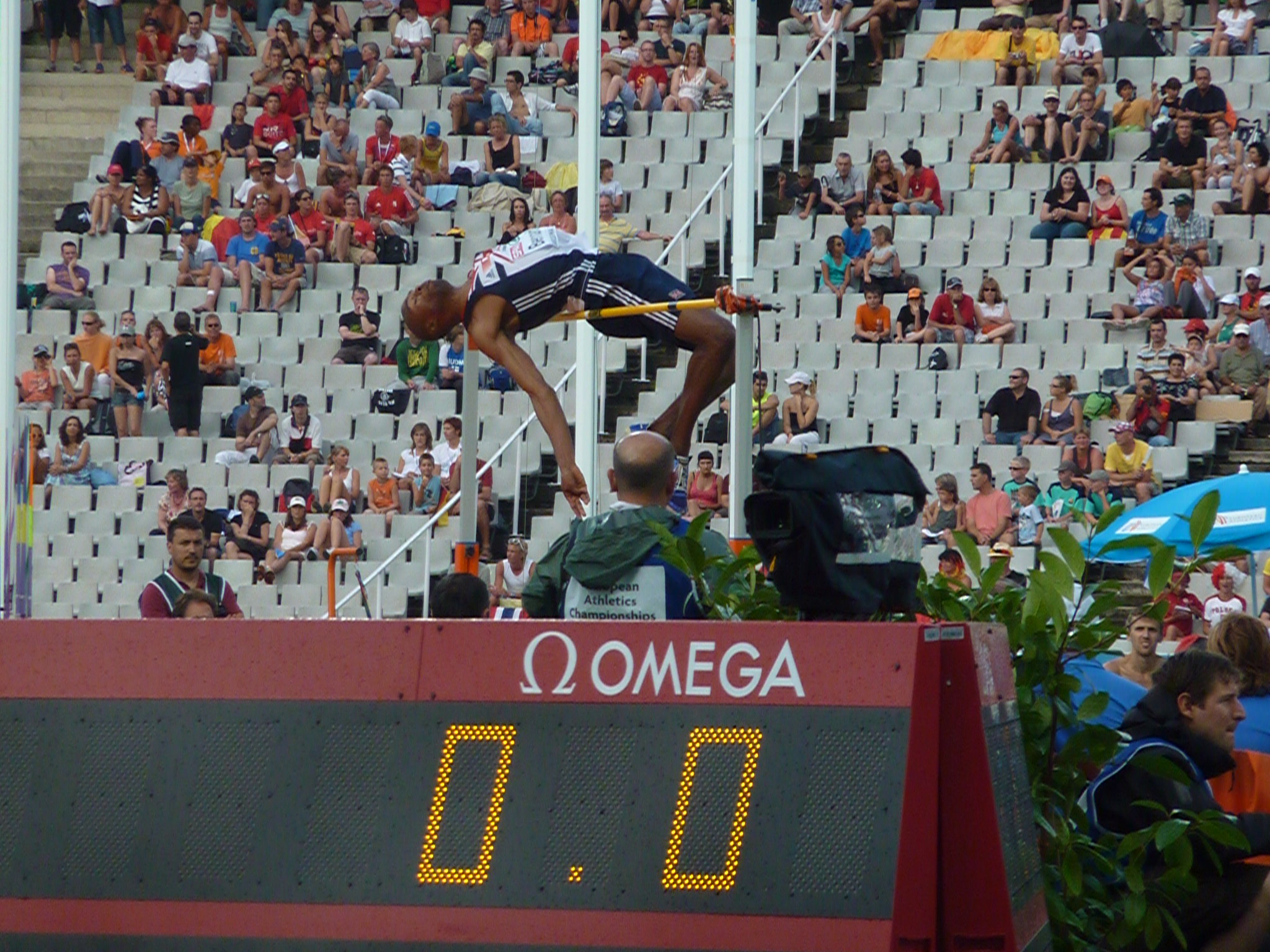
Martyn Bernard 2010

Martyn Bernard (Martyn John Bernard; * 15. Dezember 1984 in Wakefield) ist ein britischer Hochspringer.
2005 gewann er die Bronzemedaille bei der Universiade in İzmir. Im Jahr darauf gewann er, für England startend, die Silbermedaille bei den Commonwealth Games in Melbourne und schied bei den Leichtathletik-Europameisterschaften in Göteborg in der Qualifikation aus.
Im Jahr darauf gewann er Bronze bei den Leichtathletik-Halleneuropameisterschaften in Birmingham und belegte bei den Weltmeisterschaften in Osaka den 14. Platz.
Einem neunten Platz bei den Olympischen Spielen 2008 in Peking folgte 2010 die Bronzemedaille bei den Europameisterschaften in Göteborg.
Martyn Bernard ist 1,95 m und wiegt 84 kg. Er wird von Dan Pfaff trainiert und startet für die Wakefield Harriers. Von 2004 bis 2007 studierte er Psychologie an der Liverpool John Moores University.

## Persönliche Bestleistungen
- Hochsprung: 2,30 m, 29. Juni 2008, Eberstadt
  - Halle: 2,30 m, 3. März 2007, Birmingham